# Bristol Centaurus
Centaurus byl konečným vývojem řady hvězdicových motorů s šoupátkovým rozvodem vyráběných firmou Bristol. Centaurus je 18válcový, dvouhvězdicový motor, který poskytoval výkon 3 000 hp (2 200 kW). Motor se do provozu dostal na konci druhé světové války a byl jedním z nejvýkonnějších pístových leteckých motorů.

## Specifikace (Centaurus VII)

### Technické údaje
- Typ: 18válcový, vzduchem chlazený dvouhvězdicový motor
- Vrtání: 146 mm
- Zdvih: 177 mm
- Objem válců: 53,6 l
- Průměr: 1 405 mm
- Suchá hmotnost: 1 223 kg

### Součásti
- Rozvod šoupátkový
- Předepsané palivo: letecký benzín 100/130 Grade
- Chlazení vzduchem

### Výkony
- Výkon: 2 520 hp (1 880 kW) při 2 700 ot/min
- Měrný výkon: 0,77 hp/in³ (35,1 kW/l)
- Kompresní poměr: 7,2:1
- Poměr výkon/hmotnost: 1,54 kW/kg